# Olle Anckar
Olle Börjesson Anckar, född 19 december 1941 i Helsingfors, är en finländsk nationalekonom.
Anckar blev ekonomie doktor 1973. Han var 1972–1979 överassistent i nationalekonomi vid Handelshögskolan vid Åbo Akademi (tillförordnad professor 1975–1979) och blev 1979 professor. Han har forskat bland annat kring kapitalbildning. Bland hans arbeten märks doktorsavhandlingen Den sektorala kapitalbildningen och dess finansiering (1973) och Finansieringen av den högre utbildningen (1976).
Han är broder till statsvetaren Dag Anckar.

## Utmärkelser
- Riddartecknet av I klass av Finlands Vita Ros’ orden[1]

[Redigera Wikidata]